# Moraea macgregorii
Moraea macgregorii är en irisväxtart som beskrevs av Peter Goldblatt. Moraea macgregorii ingår i släktet Moraea och familjen irisväxter. Inga underarter finns listade i Catalogue of Life.